# دام (کوه)
دام (به انگلیسی: Dom) یک توده‌کوه در رشته‌کوه آلپ پنین است که مابین راندا و ساس-فی در کانتون وله قرار دارد. این کوه با ارتفاع ۴٬۵۴۵ متر سومین کوه بلند آلپ و دومین کوه بلند سوئیس بعد از مونته روزا است.